# Тукан токо
Тукан токо (Ramphastos toco) е вид птица от семейство Туканови (Ramphastidae). Включен е в приложение II на CITES и Приложение С на Регламент (ЕО) № 338/97.

## Разпространение и местообитание
Разпространен е в Аржентина, Боливия, Бразилия, Гвиана, Парагвай, Перу, Суринам и Френска Гвиана.